# Dracula
Dracula, rod američkih kaćunovki rasprostranjenih od južnog Meksika pa preko Srednje Amerike do Perua na jugu. Ime roda dolazi po latinskoj riječi za zmaja, zbog krvavo-crvene boje nekih vrsta orhideja. Opisan je 1978.
Najviše vrsta (epifiti su) raste u Ekvadoru i Kolumbiji. Preferiraju hladovinu i hladniju temperaturu.

## Vrste
Postoji preko 140 vrsta. Kod Kew-a je na popisu 147 vrsta, plus 3 notovrste, a kod GBIF-a je broj smanjen na 144. bez 4 notovrste
1. Dracula adrianae Luer
2. Dracula agnosia A.Doucette
3. Dracula alcithoe Luer & R.Escobar
4. Dracula amaliae Luer & R.Escobar
5. Dracula andreettae (Luer) Luer
6. Dracula anthracina Luer & R.Escobar
7. Dracula antonii Luer
8. Dracula aphrodes Luer & R.Escobar
9. Dracula astuta (Rchb.f.) Luer
10. Dracula barrowii Luer
11. Dracula bella (Rchb.f.) Luer
12. Dracula bellerophon Luer & R.Escobar
13. Dracula benedicti (Rchb.f.) Luer
14. Dracula berthae Luer & R.Escobar
15. Dracula brangeri Luer
16. Dracula callithrix N.Pélaez, Buitr.-Delg. & Gary Mey.
17. Dracula carcharodon Vierling
18. Dracula carcinopsis Luer & R.Escobara carlueri Hermans & P.J.Cribb
19. Dracula carlueri Hermans & P.J.Cribb
20. Dracula chestertonii (Rchb.f.) Luer
21. Dracula chimaera (Rchb.f.) Luer
22. Dracula chiroptera Luer & Malo
23. Dracula christineana Luer
24. Dracula circe Luer & R.Escobar
25. Dracula citrina Luer & R.Escobar
26. Dracula cochliops Luer & R.Escobar
27. Dracula cordobae Luer
28. Dracula cutis-bufonis Luer & R.Escobar
29. Dracula dalessandroi Luer
30. Dracula dalstroemii Luer
31. Dracula deburghgraeveana Vierling
32. Dracula decussata Luer & R.Escobar
33. Dracula deltoidea (Luer) Luer
34. Dracula deniseana Luer
35. Dracula dens-canis N.Peláez
36. Dracula dentifera Vierling
37. Dracula diabola Luer & R.Escobar
38. Dracula diana Luer & R.Escobar
39. Dracula dickinsoniana Vierling
40. Dracula dodsonii (Luer) Luer
41. Dracula erythrochaete (Rchb.f.) Luer
42. Dracula exasperata Luer & R.Escobar
43. Dracula fafnir Luer
44. Dracula felix (Luer) Luer
45. Dracula fernandezii Cavestro
46. Dracula flabellulata Vierling
47. Dracula fuligifera Luer
48. Dracula fuliginosa (Luer) Luer
49. Dracula gastrophora Luer & Hirtz
50. Dracula gerhardii Luer & Sijm
51. Dracula gigas (Luer & Andreetta) Luer
52. Dracula gorgona (Veitch) Luer & R.Escobar
53. Dracula gorgonella Luer & R.Escobar
54. Dracula hawleyi Luer
55. Dracula hirsuta Luer & Andreetta
56. Dracula hirtzii Luer
57. Dracula houtteana (Rchb.f.) Luer
58. Dracula immunda A.Doucette
59. Dracula inaequalis (Rchb.f.) Luer & R.Escobar
60. Dracula incognita Luer & R.Escobar
61. Dracula inexperata Pupulin
62. Dracula insolita Luer & R.Escobar
63. Dracula irmeliniae N.Peláez, Gary Mey. & L.A.Mazar.
64. Dracula janetiae (Luer) Luer
65. Dracula kareniae Luer & Dalström
66. Dracula lafleurii Luer & Dalström
67. Dracula lehmanniana Luer & R.Escobar
68. Dracula lemurella Luer & R.Escobar
69. Dracula levii Luer
70. Dracula ligiae Luer & R.Escobar
71. Dracula lindstroemii Luer & Dalström
72. Dracula lotax (Luer) Luer
73. Dracula maduroi Luer
74. Dracula mantissa Luer & R.Escobar
75. Dracula marieae Cavestro & J.Fernandez
76. Dracula marinii Baquero
77. Dracula marsupialis Luer & Hirtz
78. Dracula mendozae Luer & V.N.M.Rao
79. Dracula minax Luer & R.Escobar
80. Dracula mopsus (F.Lehm. & Kraenzl.) Luer
81. Dracula morleyi Luer & Dalström
82. Dracula navarroorum Luer & Hirtz
83. Dracula nigritella Luer
84. Dracula nosferatu Luer & R.Escobar
85. Dracula nycterina (Rchb.f.) Luer
86. Dracula octavioi Luer & R.Escobar
87. Dracula olmosii Luer & Maduro
88. Dracula ophioceps Luer & R.Escobar
89. Dracula orientalis Luer & R.Escobar
90. Dracula ortiziana Luer & R.Escobar
91. Dracula papillosa Luer & Dodson
92. Dracula pholeodytes Luer & R.Escobar
93. Dracula polyphemus (Luer) Luer
94. Dracula portillae Luer & Andreetta
95. Dracula posadarum Luer & R.Escobar
96. Dracula presbys Luer & R.Escobar
97. Dracula psittacina (Rchb.f.) Luer & R.Escobar
98. Dracula psyche (Luer & Andreetta) Luer
99. Dracula pubescens Luer & Dalström
100. Dracula pusilla (Rolfe) Luer
101. Dracula radiosa (Rchb.f.) Luer
102. Dracula rastamanoides Vierling
103. Dracula rezekiana Luer & R.Hawley
104. Dracula ripleyana Luer
105. Dracula robledorum (P.Ortiz) Luer & R.Escobar
106. Dracula roethiana Vierling
107. Dracula roezlii (Rchb.f.) Luer
108. Dracula rojasii N.Peláez, Buitr.-Delg. & Gary Mey.
109. Dracula saulii Luer & Sijm
110. Dracula schudelii Luer & Hirtz
111. Dracula senex-furens N.Peláez
112. Dracula sergioi Luer & R.Escobar
113. Dracula severa (Rchb.f.) Luer
114. Dracula sibundoyensis Luer & R.Escobar
115. Dracula sijmii Luer
116. Dracula simia (Luer) Luer
117. Dracula smaug Baquero & Gary Mey.
118. Dracula sodiroi (Schltr.) Luer
119. Dracula soennemarkii Luer & Dalström
120. Dracula spectrum (Rchb.f.) A.Doucette
121. Dracula syndactyla Luer
122. Dracula terborchii Luer & Hirtz
123. Dracula tobarii Luer & Hirtz
124. Dracula trichroma (Schltr.) Hermans
125. Dracula trigonopetala Gary Mey. & Baquero
126. Dracula trinympharum Luer
127. Dracula tsubotae Luer
128. Dracula tubeana (Rchb.f.) Luer
129. Dracula ubangina Luer & Andreetta
130. Dracula vampira (Luer) Luer
131. Dracula veleziana Luer & V.N.M.Rao
132. Dracula velutina (Rchb.f.) Luer
133. Dracula venefica Luer & R.Escobar
134. Dracula venosa (Rolfe) Luer
135. Dracula verticulosa Luer & R.Escobar
136. Dracula vespertilio (Rchb.f.) Luer
137. Dracula vierlingii Luer & Sijm
138. Dracula villegasii Königer
139. Dracula vinacea Luer & R.Escobar
140. Dracula vlad-tepes Luer & R.Escobar
141. Dracula wallisii (Rchb.f.) Luer
142. Dracula wetzeliana Vierling
143. Dracula woolwardiae (Lehm. ex Kraenzl.) Luer
144. Dracula xenos Luer & R.Escobar
145. Dracula ×anicula Luer & R.Escobar
146. Dracula ×pileus Luer & R.Escobar
147. Dracula ×pinasensis Zambrano & Solano
148. Dracula ×radio-syndactyla Luer